# الحركة الديمقراطية الصينية
تشير الحركة الديمقراطية الصينية (بالصينية المبسطة: 中国民主运动; بالصينية التقليدية: 中國民主運動; البينيين: Zhōngguó Mínzhǔyùndòng) إلى سلسلة من الحركات السياسية ضعيفة التنظيم في جمهورية الصين الشعبية ضد استمرار حكم الحزب الواحد وهو الحزب الشيوعي. وبدأت إحدى هذه الحركات خلال فترة ربيع بكين في عام 1978 وظهرت مرة أخرى في احتجاجات ميدان تيانانمين عام 1989. وفي عام 1990 تراجعت الحركات الديمقراطية الصينية سواء في جمهورية الصين الشعبية أو خارجها ويرجع ذلك جزئيًا إلى عدد من الأسباب الفلسفية وتمزقت تلك الحركات، ولم يعتبرها معظم المحللين تمثل تهديدًا خطيرًا لسلطة الحكومة.

## معلومات تاريخية
بدأت تتشكل الحركات الصينية في عام 1978 وعندما حدثت فترة التحرر القصيرة والذي عرف باسم ربيع بكين بعد الثورة الثقافية. وتعتبر الوثيقة التأسيسية للحركة هي بيان المُعاصَرَة الخامسة وكتبها وي جينغ شينغ وحكم عليه بقضاء خمسة عشر عامًا في السجن بسبب كتابته لهذه الوثيقة. وقال وي إن التحرر السياسي وتمكين الجماهير الكادحة هو أمر ضروري يقتضيه العصر، كما قال أن الحزب الشيوعي يسيطر عليه الرجعيون وأن الشعب يجب أن يناضل ويكافح من أجل إسقاط الرجعية عبر معركة طويلة وربما كانت دموية.
وطوال عام 1980، زادت شعبية هذه الأفكار ولاقت رواجًا بين خريجي الجامعات الصينية. وردًا على تنامي الفساد والاضطراب الاقتصادي والإحساس بأن الإصلاحات في الاتحاد السوفيتي وأوروبا الشرقية قد خلفت الصين وراءها، اندلعت احتجاجات ميدان تيانامين في عام 1989. وقَمعت القوات الحكومية هذه الاحتجاجات في 4 يونيو عام 1989؛ ونتيجة لذلك تم تشكيل عدد من المنظمات التي تؤيدالديمقراطية بواسطة الطلاب الناشطين الصينيين في الخارج، وتعاطف الغربيون بصورة كبيرة مع الحركة حتى أنهم قاموا بتأسيس شبكة دعم الصين (CSN).
بينما كانت شبكة دعم الصين في البداية تذهب إلى وسائل الإعلام الرئيسية في الولايات المتحدة الأمريكية من أجل حشد الدعم الدولي ثم افترقا بسبب الخلاف حول عدد ضحايا مذبحة 4 يونيو، ذكرت وسائل الإعلام الرئيسية بالولايات المتحدة في تقريرها أن العدد الحقيقي للقتلى هو 3000 قتيل، وفي 22 يونيو عام 1989 ذكرت وكالة فرانس إكسبرس أنه "نتيجة اعتداء الجيش الصيني على المتظاهرين داخل وحول ميدان تيانامين ببكين وحسب تقديرات الاستخبارات الأمريكية كان هناك 3000 قتيل. كما ذكرت أيضًا أن العدد الحقيقي للضحايا كما هو موضح أعلاه قد تم تغييره من قبل وسائل الإعلام الإخبارية. وذكرت شبكة دعم الصين أن وزير الإعلام الصيني كان مهتمًا بتقليل عدد الضحايا عن طريق تقديرهم بأعداد قليلة مما أدى في وقت لاحق إلى القول بأن "المئات" قد قتلوا بميدان تيانامين. وفي نوفمبر عام 1989 كتب جيمس دبليو هوكينز محرر بشبكة دعم الصين "يبدو كما لو أن السيد يوان مو [وزير الإعلام] قد حصل على طريقة تجعلنا حين نقرأ تقاريره، نقرأ فقط ما يريد السيد مو أن نقرأه."
ويتضح الخلاف بين شبكة دعم الصين ووسائل الإعلام الرئيسية الأمريكية في تاريخ الحركة، حيث انتهكت وسائل الإعلام الرئيسية الأمريكية قاعدة المنع وقامت بتغيير قصتها الخاصة. وفي هذه الأثناء، حافظت شبكة دعم الصين على تقديراتها ثابتة عند 3000 قتيل ولم تنتهك قاعدة المنع وحافظت على مصداقية التطابق. وفي يناير 2005 عند وفاة زعيم الحزب الشيوعي المخلوع جاو زيانغ رفعت  شبكة دعم الصين تقديراتها إلى 3001 قتيل في الحملة الأمنية على ميدان تيانامين. وشرعت شبكة دعم الصين في انتقاد وسائل الإعلام الرئيسية الأمريكية، وعندها بدأت وسائل الإعلام الرئيسية الأمريكية في الحد من أخبار الحركة وانتهاكات حقوق الإنسان في الصين وتقليلها وتجاهلها.

## الوضع الراهن
في عام 1990 بدت الحركة الديمقراطية وكأن شعبيتها تضاءلت سواء داخل الصين أو خارجها. ويمكن أن يرجع هذا في جزء منه لتضييق الحكومة الخناق وإحكام سيطرتها على حرية تعبير الشعب الصيني؛ مما أدى إلى إعطاء مظهر بعدم الاهتمام أو كنتيجة للإصلاحات الاقتصادية والاجتماعية الشاملة التي قامت بها الصين في السنوات الأخيرة. استخدمت الصعوبات التي واجهت تحول الاتحاد السوفيتي إلى الديمقراطية والرأسمالية لإقرار الموقف الرسمي لجمهورية الصين الشعبية بأن الإصلاح التدريجي البطيء يعتبر سياسة حكيمة. ومن الناحية الهيكلية، فإن منظمات ترويج الديمقراطية في الولايات المتحدة مثل التحالف الصيني من أجل الديمقراطية واتحاد من أجل صين ديمقراطية والاتحاد المستقل للطلاب والعلماء الصينيين عانت جميعا من النزاعات والصراعات الداخلية. وفقد الكثير من الدعم لقضية الوضع التجاري في الدولة الأولى بالرعاية وانضمام الصين إلى منظمة التجارة العالمية التي كانت تحظى بشعبية داخل الصين وخارجها ولكن عارضها 79% من الشعب الأمريكي (في استطلاع للرأي نشرته مجلة بيزنس ويك) والحركة الديمقراطية في الخارج.
وتتسم الرقابة في الصين بأنها صارمة جدًا بما في ذلك الإنترنت في جمهورية الصين الشعبية، كما يجد الجيل الجديد صعوبةً في الوصول إلى الحقيقة للعديد من الأحداث التاريخية الهامة التي وقعت قبل مولدهم.
وبدأت الفجوة بين الأجيال تظهر بين الطلاب الأصغر سنًا والأكبر سنًا عندما وُلِد أناس بعد الثورة الثقافية وبدأوا في دخول الحرم الجامعي، حيث ينظر هؤلاء الطلاب إلى النشطاء الأكبر سنًا على أنهم أكثر ميلاً للأمريكيين عن كونهم مؤيدين للديمقراطية ولذلك فهم أكثر الداعمين للحزب الشيوعي. ويتجه الطلاب الأصغر سنًا أيضًا ليكونوا أكثر وطنية. كما أن الخلافات الداخلية داخل الحركة بشأن قضايا مثل وضع الصين كدولة أولى بالرعاية في القانون التجاري للولايات المتحدة قد أصابت الحركة بالشلل؛ كما فعل شعور الكثيرين من داخل الصين أن المعارضين في الخارج هارى وو ووي جينغ شينغ كانوا ببساطة بعيدين كل البعد عن الازدهار الاقتصادي المتنامي والحد من السيطرة السياسية داخل الصين.

## الرد الحكومي
من الناحية الأيديولوجية، كان رد فعل الحكومة الأولى على الحركة الديمقراطية هو التركيز على السلوك الشخصي للمنشقين عن الحركة وإظهار أنهم كانوا أدوات للقوى الخارجية، وفي منتصف عام 1990 بدأت الحكومة في استخدام حجج أكثر فاعلية متأثرة بأفكار تيار المحافظين الجدد الصيني والأدباء الغربيين مثل إدموند بيرك. كما كانت الحجة الأساسية أن الأولوية الرئيسية للصين الآن هي النمو الاقتصادي الذي يتطلب الاستقرار السياسي. كذلك أخطأت الحركة الديمقراطية حين شجعت على الراديكالية والثورة لأنها بذلك وضعت المكاسب التي أحرزتها الصين في خطر. وعلى النقيض من حجة وي أن الديمقراطية تعد أمرًا أساسيًا من أجل النمو الاقتصادي، قالت الحكومة أن النمو الاقتصادي يجب أن يأتي قبل التحرر السياسي مقارنةً بما حدث في دول النمور الآسيوية.
وفيما يتعلق بالمعارضة السياسية التي نتجت عن الحركة، فقد اتخذت نحوها الحكومة نهجًا من ثلاثة محاور، أولا: تم ترحيل المعارضين المعروفين على نطاق واسع في الغرب مثل وي جينغ شينغ وفانغ لي تشي ووانغ دان. وعلى الرغم من أن القانون الجنائي الصيني لا يتضمن أي أحكام تنص على نفي المواطنين فإن عمليات الترحيل هذه تتم خلال منح المُعارض حكما بالسجن المشدد ثم منحه الإفراج الطبي المشروط. ثانيًا: يتم تحديد قادة الحركة الأقل شهرة وإصدار أحكام بالسجن المشدد عليهم. وبشكل عام تستهدف الحكومة عددًا صغيرًا نسبيًا من المنظمين الأساسيين والحيويين لتنسيق الحركة وتوجه إليهم بعد ذلك اتهامات بتهديد أمن الدولة أو بكشف أسرار رسمية. ثالثًا: تحاول الحكومة معالجة مظالم المؤيدين والأنصار المحتملين للحركة. ويهدف هذا إلى عزل قيادة الحركة ويمنع تجمع التظاهرات المنفصلة في مظاهرة واحدة منظمة عامة تستطيع أن تهدد سيطرة الحزب الشيوعي على السلطة.

### الديمقراطية الاشتراكية الصينية
يؤكد قادة الحزب الاشتراكي أن هناك بالفعل بعض مكونات الديمقراطية كما يطلقون مصطلح «الديمقراطية الاشتراكية الصينية» على ما يصفونه بالحكومة التمثيلية التشاركية.
على سبيل المثال، في مقابلة 23 نوفمبر 2002 صرح السفير الصين فيي مصر ليو شياو مينغ قائلاً:
"
أعتقد أن ما نمارسه اليوم هو الديمقراطية الاشتراكية الصينية التي يمثلها المؤتمر الوطني الشعبي والمشاركة الواسعة للشعب الصيني. وفي الحقيقة تعتبر المشاركة السياسية على المستوى الشعبي في الصين اليوم أعلى بكثير من أي دولة غربية، وأظهرت انتخابات القرية أن لدينا قاعدة شعبية للديمقراطية. فقد بلغت نسبة المشاركة 99%، أي أن 99% من القرويين شاركوا في العملية السياسية لانتخاب قادة قريتهم مقارنةً بأقل من 50% فقط من المشاركة في العملية السياسية في العديد من الدول الغربية.
"

## نضال الديمقراطية الحديثة
أشار العديد من المؤيدين للديمقراطية أن الصين تغلبت بنجاح على التحديات التي واجهت الديقراطية في الصين أثناء تحولها من الشيوعية إلى الاقتصاد الرأسمالي لذلك لم يعد هناك حاجة للقمع السياسي الذي طال أمده. وهم يزعمون أن القوى الداعمة للديمقراطية لن توقف بالضرورة النمو الاقتصادي بعد التحول كما ذكر الحزب الشيوعي، والأهم من ذلك أن وجود الديمقراطية من شأنه أن يساعد على التحقق من الفساد المستشري ويمكن تحقيق توزيع أكبر للثروة. ويعتقد الكثيرون أن الحزب الشيوعي الصيني ليست لديه نية على الإطلاق التخلي عن السلطة حتى لو تم تحقيق كافة أهدافهم الاقتصادية؛ حيث قيل إن الصين سترفض منظمة التجارة العالمية إذا ارتبطت شروط الانضمام بالتحول إلى الديمقراطية على النمط الغربي.
وفي داخل الصين، يتم الآن التعبير عن أغلب النشاط الاحتجاجي في تظاهرة قضية واحدة، والتي تسمح بها الحكومة إلى درجة معينة. وقد أُدرجت بعض أفكار الحركة في الحركة الليبرالية الصينية الذين يميلون إلى الاتفاق مع أن الاستقرار هو المهم، وهي حركة المحافظون الجدد حيث يرون أن الاستقرار هو المهم ولكن يعلنون أن التحرر السياسي أمر ضروري للحفاظ على الاستقرار. وعلى النقيض من نشطاء حركة الديمقراطية نجد أن الحركة الليبرالية لا تدعو علنًا للإطاحة بالحزب الشيوعي كما أنها لا تنكر إمكانية الإصلاح من داخل الحزب. ونتيجة لذلك فإن أعضاء الحركة الليبرالية يتمتعون عمومًا بالتسامح الرسمي أكثر من هؤلاءالذين يصفون أنفسهم بأنهم أعضاء في الحركة الديمقراطية.

## وصلات خارجية
- (بالصينية) Free China Movement; (بالإنجليزية) Free China Movement
- The Fifth Modernization by Wei Jingsheng
- A brief history of the Chinese democracy movement in exile
- Chinese Officials Lighten Up Under Pressure (China Today)
- Asia Democracy